# Sedegliano
Sedegliano (friuli nyelven Sedean) település Olaszországban, Friuli-Venezia Giulia régióban, Udine megyében. Lakosainak száma 3662 fő (2023. január 1.). Sedegliano Coseano, Mereto di Tomba, San Giorgio della Richinvelda, San Martino al Tagliamento, Valvasone Arzene, Codroipo és Flaibano községekkel határos.

## Népesség
A település népességének változása:
| Lakosok száma | 3827 | 3766 | 3662 |
|               | 2017 | 2018 | 2023 |